# La valigia dei sogni (film)
La valigia dei sogni è un film del 1953 diretto da Luigi Comencini. 
Alcune immagini sono riprese da un vecchio cortometraggio dello stesso regista (così come la voce dello speaker che apre e chiude il film), ovvero Il museo dei sogni (1949).

## Trama
L'ex attore del cinema muto Ettore Omeri ha salvato dal macero vecchie pellicole dei suoi tempi. Con la proiezione di questi film Omeri allestisce degli spettacoli ricreativi negli istituti d'educazione. Dopo alcune vicende, per sbaglio le pellicole prendono fuoco, e Omeri viene imprigionato per "detenzione di materiale infiammabile". Per fortuna l'intervento di un ricco produttore riesce a farlo liberare. Non solo: egli ottiene del lavoro dal suo protettore e può quindi costruire un vero museo del cinema.

## Accoglienza

### Critica
Nel film vengono raccontate due storie reali: la prima riguarda un certo Mario Ferrari, realmente esistito (che fino al 1938, anno della sua morte, raccoglieva film per la sua personale cineteca); la seconda è quella dello stesso Comencini, che insieme al fratello minore e ad Alberto Lattuada fu fondatore della cineteca di Milano, uno dei primi musei dedicati al cinema del mondo.
Il film venne realizzato per la Cineteca Italiana, all'epoca in crisi economica, e con un budget molto basso: sia Comencini che gli attori rinunciarono al loro compenso. La pellicola non riscosse tuttavia alcun successo.